# Jim Croce
James Joseph Croce (Filadélfia, 10 de janeiro de 1943 — Natchitoches, 20 de setembro de 1973), popularmente conhecido como Jim Croce, foi um compositor e cantor dos Estados Unidos.
Começou sua carreira profissional tocando em bandas, quando era um estudante na universidade de Villanova, em 1964. No final dos anos 1960 a Capitol Records assinou com Jim e sua esposa Ingrid um contrato de gravação. Seu álbum foi um fracasso e Jim retornou à sua cidade natal e trabalhou por um tempo como motorista de caminhão. Ele continuou a escrever canções e mais tarde assinou um contrato como artista solo pela ABC Records.
Ele teve três álbuns de grande sucesso na ABC e vários singles, incluindo "You Don't Mess Around With Jim", "Operator", "Bad, Bad Leroy Brown", "I Got A Name", "Time In A Bottle", canção que ele compôs em homenagem ao filho, A.J., e "I'll Have to Say I Love You in a Song". 
Sua carreira acabou tragicamente, quando ele e seus colegas músicos embarcaram em um avião privado rumo ao Texas, onde fariam um show. O avião caiu em Natchitoches, Louisiana, pouco após a decolagem matando todos a bordo.
Atualmente a viúva de Jim Croce, Ingrid Croce, abriu um restaurante nos Estados Unidos em homenagem a seu falecido marido. Jim Croce era judeu, muito religioso e, quando jovem, trabalhou como caminhoneiro.

## Discografia
- Facets (1966)
- Jim & Ingrid Croce (com Ingrid Croce) (1969)
- You Don't Mess Around with Jim (1972)
- Life & Times (1973)
- I Got a Name (1973)
- Photographs & Memories - His Greatest Hits (1974)
- Down the Highway (1975)
- The Faces I've Been (1975)
- Time in a Bottle/Jim Croce's Greatest Love Songs (1976)
- Jim Croce Live: The Final Tour (1989)
- The 50th Anniversary Collection (1992)
- Home Recordings: Americana (2003)
- Classic Hits (2004)
- Have You Heard (2006)